# HD 4335
HD 4335，又名BD+44 160，SAO 36640、HR 205，是一颗恒星，视星等为6.05，位于銀經121.95，銀緯-18，其B1900.0坐标为赤經0h 40m 38.4s，赤緯+44° -18′ 53″。